# Adam Wizel

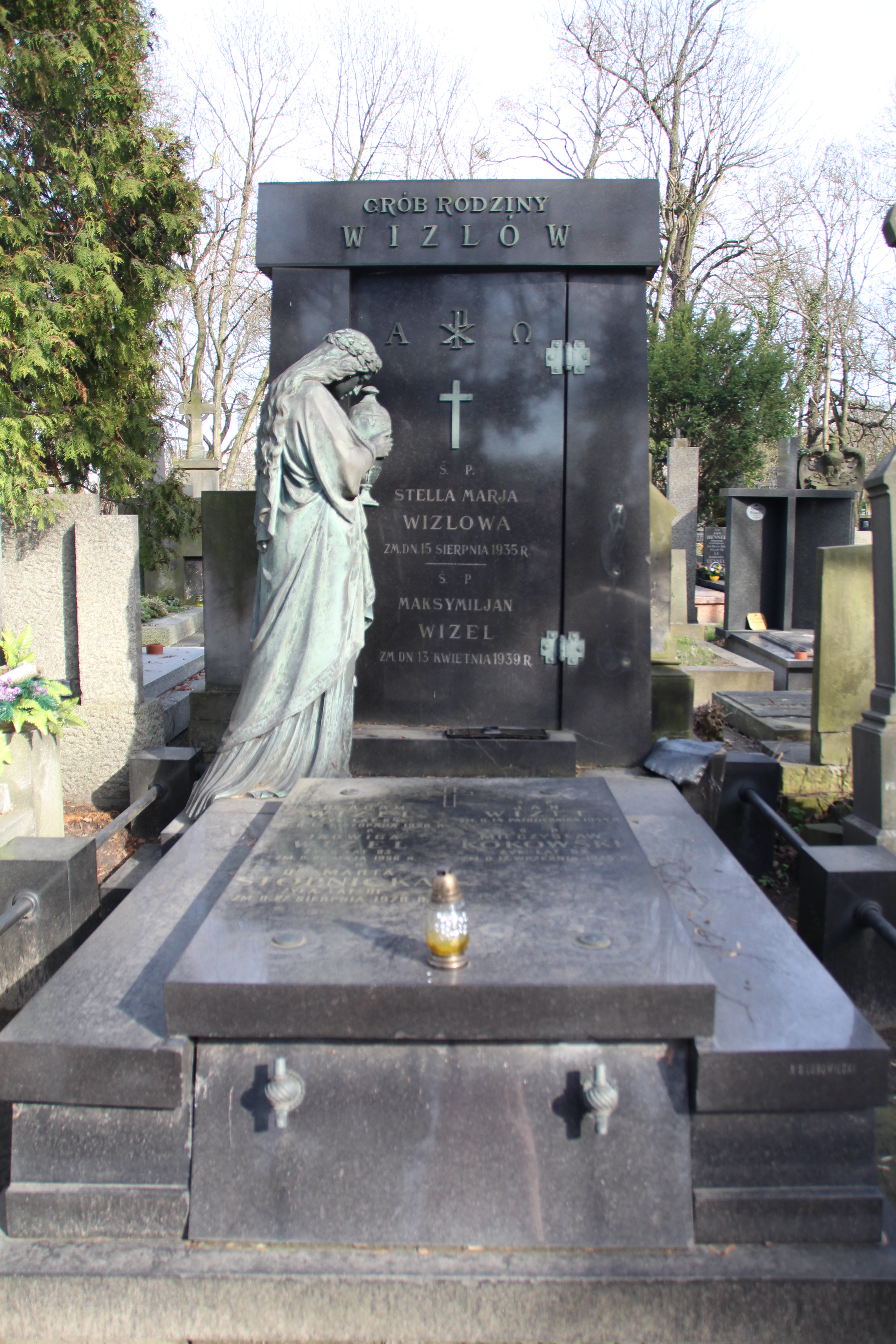
Grób rodziny Wizlów na cmentarzu Powązkowskim

Adam (Abram) Wizel (ur. 3 października 1865 w Warszawie, zm. 15 listopada 1928 tamże) – polski lekarz psychiatra i psychoanalityk, działacz społeczny.

## Życiorys
Urodził się w żydowskiej rodzinie Maurycego i Salomei Wizlów. Ukończył V Gimnazjum w Warszawie, następnie studiował nauki przyrodnicze, a potem medycynę na Cesarskim Uniwersytecie Warszawskim. Po otrzymaniu dyplomu w 1889 roku uzyskał zapomogę z Kasy im. Józefa Mianowskiego i wyjechał na ośmiomiesięczny staż do kliniki Salpêtrière prowadzonej przez Jeana Martina Charcota w Paryżu. Od 1890 pracował na oddziale neurologii Starego Szpitala Starozakonnych przy ulicy Pokornej pod kierunkiem Władysława Gajkiewicza. Od 1896 asystent w Klinice Psychiatrycznej Uniwersytetu Warszawskiego w Szpitalu św. Jana Bożego, kierowanej przez Aleksandra Szczerbaka. W 1898 roku został etatowym ordynatorem oddziału chorób umysłowych Szpitala Starozakonnych na Czystem. Na stanowisku tym pozostał do śmierci.
Uczestniczył w wojnie rosyjsko-japońskiej, najpierw jako lekarz w lazarecie psychiatrycznym w Czycie, potem kierował szpitalem psychiatrycznym w Harbinie. Podczas I wojny światowej był ordynatorem oddziału psychiatrycznego Szpitala Ujazdowskiego, potem ewakuowanego do Moskwy.
Był autorem kilkudziesięciu prac naukowych w języku polskim, francuskim, niemieckim. Tłumaczył na polski prace Forela i Hirscha o hipnozie. W 1926 roku opublikował wyjątki z dziennika swojej pacjentki (Pamiętnik pacjentki). Książka spotkała się zainteresowaniem ze względu na walory literackie. Została wznowiona w 2001 roku z przedmową Danuty Danek.
Był jednym z założycieli Towarzystwa Opieki nad Ubogimi, Nerwowo i Umysłowo Chorymi Żydami w 1906 roku, z którego inicjatywy powstał Zakład dla Nerwowo i Psychicznie Chorych Żydów Zofiówka w Otwocku. W 1913 roku wspólnie z Gustawem Krukowskim i Henrykiem Higierem założył Zakład Dietetyczno-Przyrodoleczniczy „Martów” w Otwocku. Był stałym konsultantem zakładu „Marjówka” w Warszawie przy ul. Dolnej 17. W 1927 roku współtworzył Towarzystwo Opieki nad Psychicznie Chorymi Pozazakładowymi. Należał do Polskiego Towarzystwa Psychiatrycznego od chwili założenia, w 1925 był prezesem oddziału warszawskiego Polskiego Towarzystwa Psychiatrycznego. Był również członkiem zarządu Polskiego Towarzystwa Psychologicznego. Należał do Warszawskiego Towarzystwa Lekarskiego od 1894 roku.
Asystentami i uczniami Wizla byli Roman Markuszewicz, Władysław Matecki. Pod jego kierunkiem psychoanalizy uczył się w teorii i praktyce Janusz Lech Jakubowski.
Żonaty z Jadwigą z domu Blumental (1873–1956), przyrodnią siostrą Leo Belmonta. Mieli córkę Martę (1897–1978), lekarkę pediatrę, której mężem był adwokat Józef Stopnicki.
Zmarł 15 listopada 1928 w Warszawie. Wspomnienia pośmiertne napisali m.in. Bornsztajn, Handelsman, Władysław Matecki, Markuszewicz i Collin. Pochowany jest w grobie rodzinnym na cmentarzu Powązkowskim (kwatera R, rząd 6, grób 22/23). Nad grobem przemawiali Józef Luxenburg i Markuszewicz.

## Lista prac
- O inteligencyi psa z odczytu Sir Jana Lubbocka wygłoszonego na Zjeździe Stowarzyszenia Bretańskiego w Aberdeen. Wszechświat 5 (1), s. 9–12, 1886
- O poddawaniu przestępstw. Przegląd Tygodniowy Życia Społecznego, Literatury i Sztuk Pięknych, 1890
- Zbłąkana opinia (w sprawie kulparkowskiej). Przegląd Tygodniowy Życia Społecznego, Literatury i Sztuk Pięknych 25 (39), s. 450–452, 1890
- Suggestya ze stanowiska psychologii. Przegląd Tygodniowy Życia Społecznego, Literatury i Sztuk Pięknych 25 (46), s. 546–547, 1890
- Widzenie umysłowe (szkic). Przegląd Tygodniowy Życia Społecznego, Literatury i Sztuk Pięknych 26 (dodatek miesięczny), 1891
- Podwójne „ja”. Ateneum 61, s. 56–66, 1891
- Z dziedziny histeryi. Gazeta Lekarska 26 (10, 12, 13, 14, 16, 17), s. 155-163, 176-182, 222-228, 246-250, 258-263, 296-300, 322-327, 1891
- Lekcye prof. Charcot (Ze wspomnień osobistych). Przegląd Tygodniowy Życia Społecznego, Literatury i Sztuk Pięknych 27 (51), s. 576–577, 1892
- Drugi kongres międzynarodowy psychologji doświadczalnej. Przegląd Tygodniowy Życia Społecznego, Literatury i Sztuk Pięknych 27 (42), s. 466–467, 1892
- Z notatek psychologa. I. Przegląd Tygodniowy Życia Społecznego, Literatury i Sztuk Pięknych 27 (3), s. 30–31, 1892
- Z notatek psychologa. II. Przegląd Tygodniowy Życia Społecznego, Literatury i Sztuk Pięknych 27 (8), s. 91–92, 1892
- Z notatek psychologa. II. Dokończenie. Przegląd Tygodniowy Życia Społecznego, Literatury i Sztuk Pięknych 27 (9), s. 107–108, 1892
- Najnowsze poglądy na kwestyję agrafii. Gazeta Lekarska 27 (22), s. 479–484, 1892
- O t.zw. amnésie rétro-antérorade prawdopodobnie pochodzenia histerycznego (Lekcyja prof. Charcot′a z d. 22 Grudnia 1891). Gazeta Lekarska 28 (24), s. 533–535, 1892
- Żyd-Wieczny Tułacz w Salpêtrière. Przegląd Tygodniowy Życia Społecznego, Literatury i Sztuk Pięknych 28 (34), s. 368–369, 1893
- Przypadek histeryi z obrzękiem histerycznym czerwonym i pewnem szczególnem zaburzeniem pamięci. Gazeta Lekarska 28 (6, 7), s. 141–146, 176-185, 1893
- Jan Marcin Charcot (1825–1893). Przegląd Tygodniowy Życia Społecznego, Literatury i Sztuk Pięknych 28 (36), s. 383–384, 1893
- Przyczynek do psychologii idei ogólnych. Niwa 22 (3), s. 119–122, 1893
- Kwestyonaryusz psychologiczny. Niwa 22 (9/10), s. 388–389, 1893
- Wizel A., Rychliński K. Przyczynek do nauki o padaczce Jacksona. Pamiętnik Towarzystwa Lekarskiego Warszawskiego 15(3), s. 749–751, 754–756, 1894
- „Przedmowa” W: Max Hirsch: Suggestya i hypnoza. Warszawa: Wydawnictwo Gazety Lekarskiej, 1894
- Wizel A., Dydyński L. Chory dotknięty syryngomyelią (Referat). Gazeta Lekarska 30 (15), s. 393–394, 1895
- Kilka słów o hypnozie i leczeniu hypnotycznem na zasadzie własnych spostrzeżeń. Medycyna 23 (20, 21), s. 417–421, 435–440, 1895
- Un cas de sclérose en plaques à forme d′hémiplégie alterne. Revue neurologique 3, s. 313–316, 1895
- Demonstracya chorej z enuresis nocturna leczonej za pomocą hypnozy (Autoreferat). Pamiętnik Towarzystwa Lekarskiego Warszawskiego 91 (1), s. 207–208, 1895
- Borsuk M., Wizel A. Przypadek urazowego wylewu krwi do substancji białej mózgu z następczym zaburzeniem mowy, niedowładem połowicznym i padaczką Jackson′a, wyleczony na drodze chirurgicznej. Przegląd Chirurgiczny 3 (1), s. 1, 1896
- Borsuk M., Wizel A. Ein Fall traumatischen Blutextravasats in die weisse Gehirnsubstanz mit darauffolgender Aphasie, Hemiparese und Jackson′scher Epilepsie, auf chirurgischem Wege geheilt. Archiv für klinische Chirurgie 54, s. 207–219, 1897
- Wiek nerwowy w świetle krytyki. Warszawa: G. Centnerszwer, 1896
- Przyczynek do nauki o obłąkaniu ostrem halucynacyjnem (paranoia acuta hallucinatoria). Medycyna 24 (10, 11, 12), s. 217–221, 241–245, 265–270, 1896
- Kilka słów o nowoczesnych odkryciach w dziedzinie histologii układu nerwowego. Medycyna, 1897
- Dowcip u obłąkanych oraz parę słów o ich talencie artystycznym. Studyum psychiatryczne. Krytyka Lekarska 3 (2, 3), s. 33–41, 70–79, 1899
- Ze spraw szpitalnych. Medycyna 27 (12, 13), s. 274–277, 298–300, 1899
- W sprawie przytułków dla obłąkanych żydów. Izraelita 46 (19.11./1.12.1899) s. 509–511
- W sprawie sanatoryów dla niezamożnych chorych nerwowych. Krytyka Lekarska 4 (3), s. 69–73, 142-146, 1900
- Stosunek psychologii do psychiatryi. Studjum krytyczne. Krytyka Lekarska 4 (10), s. 261–267, 1900
- Metoda leczenia w łóżku (Bettbehandlung) chorych umysłowych. Medycyna 28 (3, 4, 5, 6, 7), s. 47–52, 74–78, 100–106, 128–130, 148–151, 1900.
- Dowcip u obłąkanych oraz parę słów o ich talencie artystycznym. Studyum psychiatryczne. Część II. Krytyka Lekarska 3, 3, s. 70–79, 17 lutego (1 marca), 1898
- Le traitement des aliénés par le repos au lit. Annales médico-psychologiques 13, s. 56–75, 1901
- Patogeneza swoistego bredzenia paralityków; przyczynek do badań psychologiczno-doświadczalnych nad bezwładem postępującym. Gazeta Lekarska 37, 1902
- Przypadek fenomenalnych zdolności rachunkowych u głuptasa. Medycyna 30 (38, 39, 40, 41, 42), s. 802–807, 823–827, 846–851, 866–871, 882–887, 906–910, 1902
- Ś.p. Adolf Rothe. Medycyna 31 (9), s. 182–185, 1903
- Ein Fall von phänomenalem Rechentalent bei einem Imbecillen, „Archiv für Psychiatrie und Nervenkrankheiten”, 38 (1), 1903, s. 122–155, DOI: 10.1007/BF02173464.
- Ueber die Pathogenese des specifischen Wahns bei Paralytikern. Ein Beitrag zu psychologisch-experimentellen Untersuchungen ueber die Dementia paralytica. Neurologisches Centralblatt 21, s. 668–674, 723–727, 1903
- Awtokratow P., Wizel A. Organizacya opieki nad umysłowo chorymi i ich ewakuacyi na Dalekim Wschodzie. Medycyna 33 (41), s. 844–849, 1905
- Czas obudzić się! Prawda 27 (24), s. 276–277, 15.6.1907
- Trzeci kongres esperantyczny. Wiedza i Praca. Dodatek naukowy do Rodziny i Szkoły 5 (19/20), s. 146–147, 1907
- Wizel A, Krukowski G. Idee natrętne u dwóch sióstr bliźniaczek (Przyczynek do kwestyi obłędu bliźniaczego). Medycyna i Kronika Lekarska 43 (14, 15), s. 327–331, 357–360, 1908
- Parę słów w sprawie nazwy „obłęd maniakalno-depresyjny”. Medycyna i Kronika Lekarska 43 (13), s. 309–310, 1908
- Einige Worte betreffs der Benennung „manisch-depressives Irresein”. Neurologisches Centralblatt 28 (8), s. 368, 1908
- O rozpoznaniu różniczkowem pomiędzy otępieniem wczesnem a psychozą maniakalno-depresyjną. Medycyna i Kronika Lekarska 45 (14, 15, 16), s. 299–307, 326–332, 348–353, 1910
- „O rozpoznaniu różniczkowem pomiędzy otępieniem wczesnem a psychozą maniakalno-depresyjną”. W: Ciągliński A (red). Prace 1-go Zjazdu neurologów, psychiatrów i psychologów polskich odbytego w Warszawie 11–12–13 października 1909 r. Warszawa: E. Wende i sp., 1910 s. 553–577
- Asymilacja czy polonizacja. Izraelita, 1910
- Uwag kilka o istocie i leczeniu niemocy płciowej pochodzenia nerwowego. Gazeta Lekarska 45 (4, 5, 6), s. 73–77, 103–108, 123–128, 1910
- O stanach psychopochodnych. Neurologja Polska 2, 1911
- Wizel A., Zylberlast N. Zjawiska psychogalwaniczne u umysłowo chorych. Neurologja Polska 3 (3), s. 239–247, 1913
- Zaburzenia płciowe pochodzenia psychicznego. Studjum kliniczne i psychologiczne. Warszawa: Skład główny w księgarni E. Wende i S-ka, 1914
- Troubles sexuels d′ordre psychique; étude clinique et psychologique. Revue Clinique d′Urologie 3, 73; 181; 407, 1914.
- Bezład kojarzeniowy w schizofrenji. Przyczynek do psychologji i patologji kojarzenia. Przegląd Filozoficzny 24 (3/4), s. 172–195, 1921
- O cierpieniach psychicznych reaktywnych albo psychopochodnych. Lekarz Wojskowy 2 (50), s. 1581–1591, 1921
- W sprawie otępienia rzekomego i zespołu Gansera. Kwartalnik Kliniczny Szpitala Starozakonnych 1 (3), s. 141–156, 1922
- Z powodu oceny „Zarysu psychiatrji klinicznej” M. Bornsztajna kilka uwag krytycznych. Polska Gazeta Lekarska 2 (25), s. 453–454, 1922
- Wizel A., Prussak L. O leczeniu bezwładu postępującego szczepieniem zimnicy na mocy własnych doświadczeń. Warszawskie Czasopismo Lekarskie 1 (3), s. 93–98, 1924
- Wizel A., Prussak L. Le traitement de la paralysie générale par l′inoculation du paludisme. Encéphale 20, 99–109, 1925
- O postaciach niedorozwiniętych schizofrenji. W: Pamiętnik szpitala dla psychicznie i nerwowo chorych „Kochanówka” (pod Łodzią) ku uczczeniu ś.p. prof. dr. med. Antoniego Mikulskiego. Łódź, 1925 s. 59–92
- „Jak nieść pierwszą pomoc lekarską psychicznie choremu”. W: Kalendarz lekarski Warszawskiego Czasopisma Lekarskiego na rok 1925. Cz. I. Warszawa 1925, s. 342–345
- Les formes frustes de la schizophrénie. Annales médico-psychologiques 84, 425–451, 1926
- „Leczenie zimnicą porażenia postępującego” W: Kalendarz lekarski Warszawskiego Czasopisma Lekarskiego na rok 1926. Warszawa 1926, s. 224–231
- Postacie niedorozwinięte schizofrenii. Warszawskie Czasopismo Lekarskie, 1926
- Wizel A., Markuszewicz R. Premiers résultats du traitement paludéen dans la schizophrénie. Encéphale 22, 669–680, 1927.
- Wizel A., Markuszewicz R. Sprawozdanie z pierwszych prób leczenia schizofrenji zimnicą. Warszawskie Czasopismo Lekarskie 4 (7), s. 270–275, 1927
- Pamiętnik pacjentki (wyd. 2). Warszawa: F. Hoesick, 1928
- Wizel A., Markuszewicz R. Drugie sprawozdanie z prób leczenia schizofrenji zimnicą. Gazeta Lekarska 7 (41), s. 744–746, 1928
- Wizel A., Markuszewicz R.  Zweite Mitteilung uber die Versuche der Malariatherapie bei der Schizophrenie. Jahrbücher für Psychiatrie und Neurologie 46, s. 255–261, 1929